# Mike Verstraeten
Mike Verstraeten, né le 12 août 1967 à Malines, est un joueur de football belge. Il a été repris 6 fois en équipe nationale belge entre 1997 et 1998. Il a dû mettre un terme à sa carrière en 2001 à la suite d'une grave blessure au genou.

## Palmarès
- Champion de Belgique avec Anderlecht en 2000 et 2001.
- Vainqueur de la Coupe de Belgique avec le Germinal Ekeren en 1997.
- Vainqueur de la Supercoupe de Belgique avec Anderlecht en 2000.